# Massif de Tennen
Le massif de Tennen (en allemand : Tennengebirge), est un massif des Préalpes orientales septentrionales. Il s'élève dans le land de Salzbourg en Autriche. Les chaînons incluent des vastes hauts plateaux et des terrains karstiques avec plusieurs lapiaz, dolines et gouffres.
Le Raucheck, à 2 430 m, est le point culminant du massif.

## Géographie

### Situation

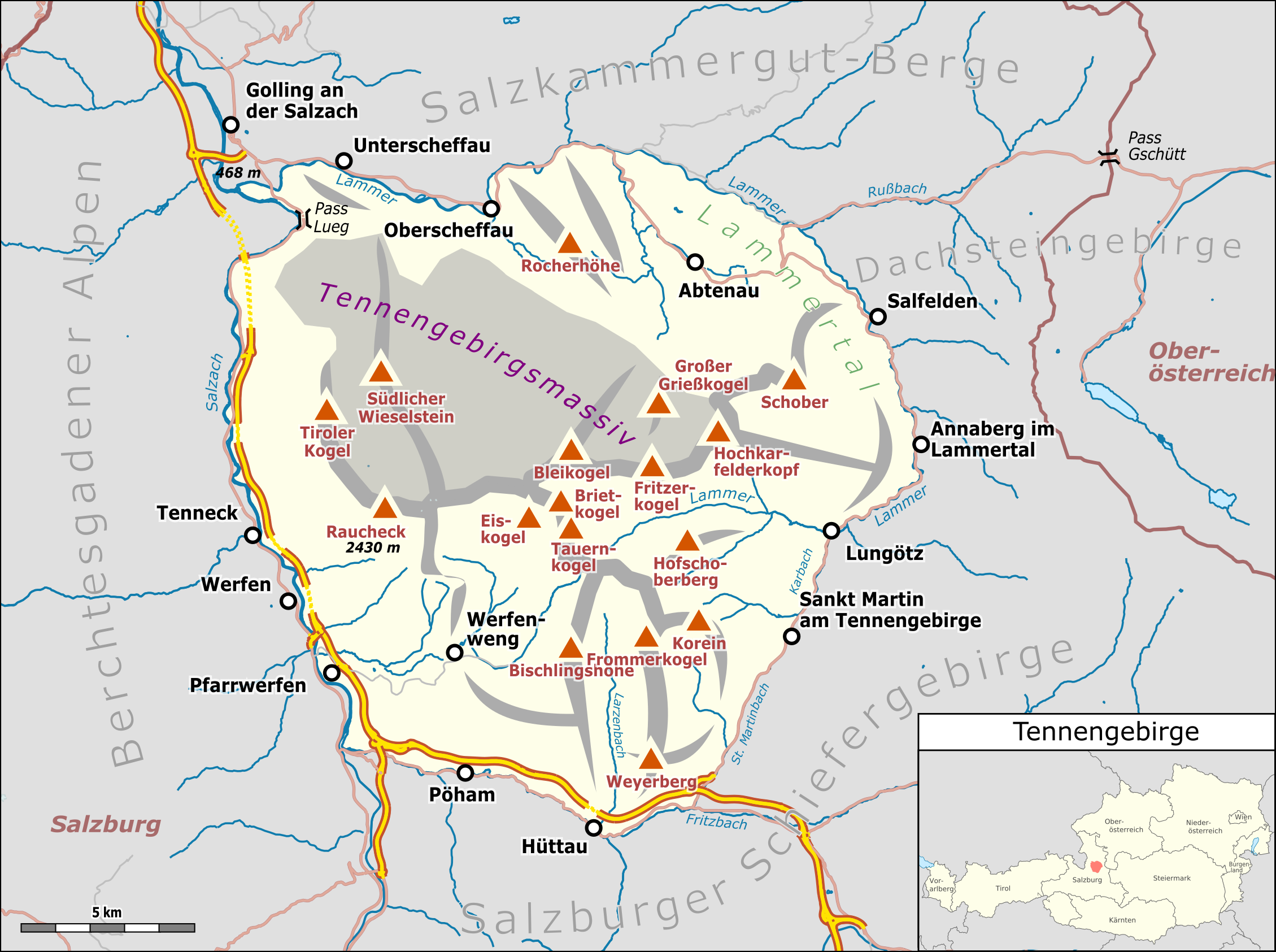
Les chaînons et les sommets du massif.

Ce massif en forme de plateau de 60 km2, dont 37 km2 au-dessus de 2 000 m, s'étend entre les rivières de la Salzach à l'ouest et la Lammer au nord-est. Il est entouré par le massif du Salzkammergut au nord, le massif du Dachstein à l'est, les Niedere Tauern au sud et les Alpes de Berchtesgaden à l'ouest.
Parmi les localités au pied du massif figurent Werfen, Pfarrwerfen, Werfenweng, Sankt Martin am Tennengebirge, Annaberg-Lungötz, Abtenau, Scheffau am Tennengebirge et Golling an der Salzach.

### Sommets principaux

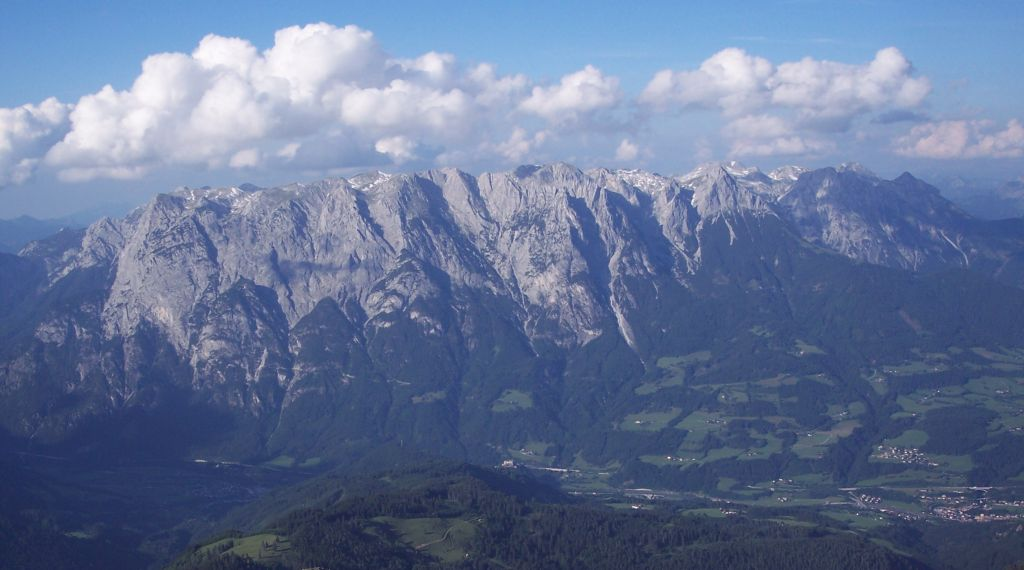
Le massif de Tennen vu du sud-ouest

- Raucheck, 2 430 m
- Bleikogel, 2 412 m
- Lehnender Stein, 2 402 m
- Werfener Hochthron, 2 363 m
- Fritzerkogel, 2 360 m
- Streitmandl, 2 360 m
- Schubbühel, 2 334 m
- Tiroler Kogel, 2 324 m
- Eiskogel, 2 321 m
- Briefkogel, 2 316 m
- Wieselstein, 2 300 m
- Scheiblingkogel, 2 290 m
- Hochkogel, 2 283 m
- Fieberhorn, 2 278 m
- Tauernkogel, 2 247 m
- Knallstein, 2 234 m
- Hochkarfelderkopf, 2 219 m
- Breitstein, 2 161 m
- Tagweide, 2 128 m
- Edelweisskogel, 2 030 m

## Géologie

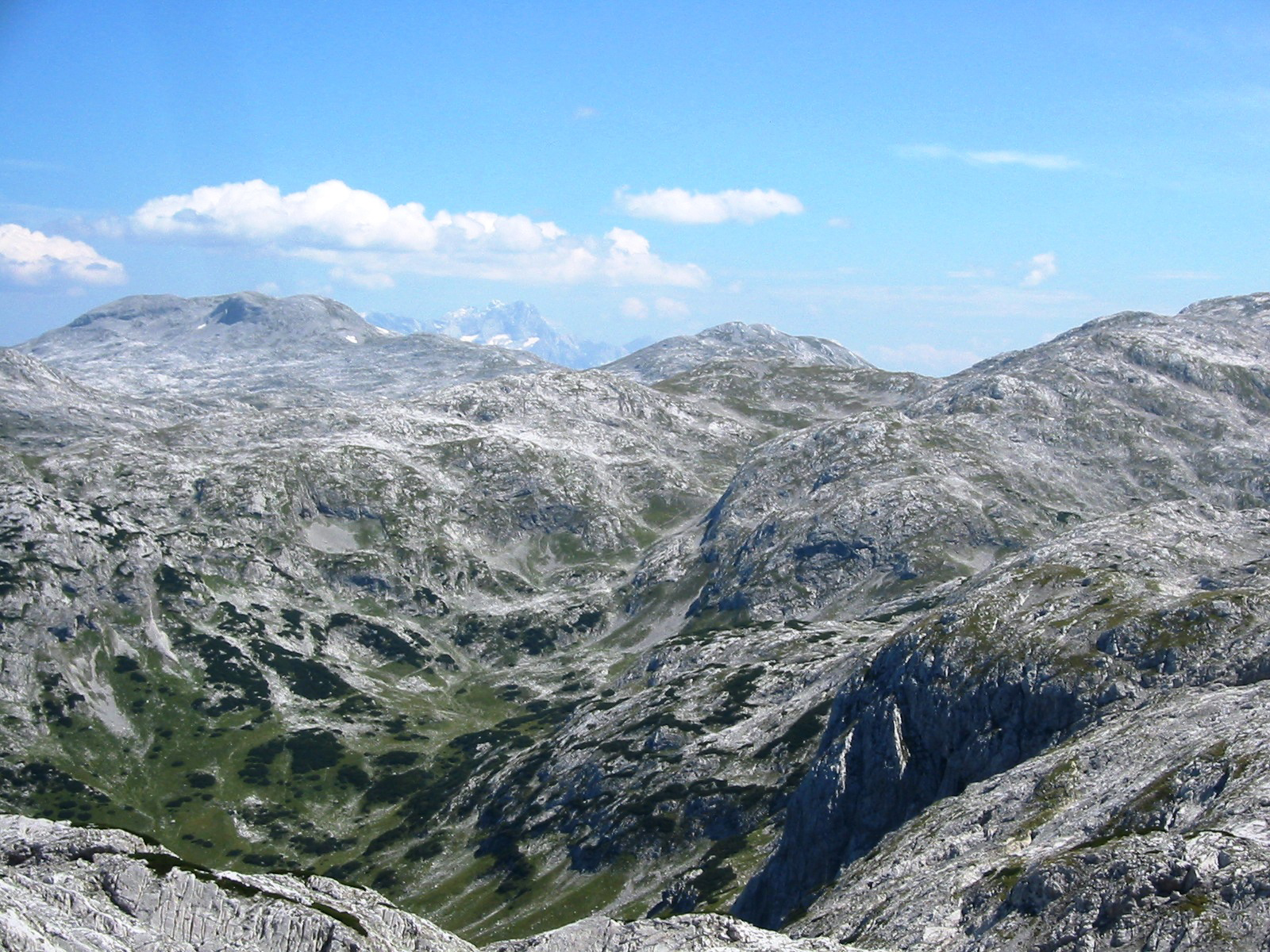
Relief typique du massif

Le massif présente un relief fortement karstique. Il est constitué de calcaire du Dachstein et de dolomie de Ramsau.
La cavité la plus réputée de ce massif est l'Eisriesenwelt, une glacière naturelle, considérée comme la plus longue du monde avec ses 42 km, et dont l'entrée se visite. D'autres grottes connues sont le Brunneckerhöhle, le Winnerfallhöhle ou le Tricklhöhle. Elles peuvent être largement inondées lors de la fonte des neiges ou lors de fortes pluies par ruissellement. Un autre système de cavités important est constitué par le réseau du Platteneckeishöhle, du Bergerhöhle et du Bierloch au nord-ouest du massif. Il a des résurgences en direction du Brunneckerhöhle jusqu'à 1 000 m plus bas. On peut enfin citer le Schneeloch et l'Eiskogelhöhle qui traverse la montagne du même nom dans le versant sud du massif.
Le massif de Tennen est le terrain de recherche favori de l'association régionale pour la spéléologie à Salzbourg. Elle collecte et publie les résultats de ses recherches scientifiques. De nouvelles cavités sont encore découvertes, mais même les plus connues offrent toujours des secrets.
Les questions de l'approvisionnement futur en eau des populations et de la protection de cette ressource obligent à connaître le réseau aquifère dans les montagnes.

## Activités

### Stations de sports d'hiver
- Abtenau
- Werfenweng

### Alpinisme

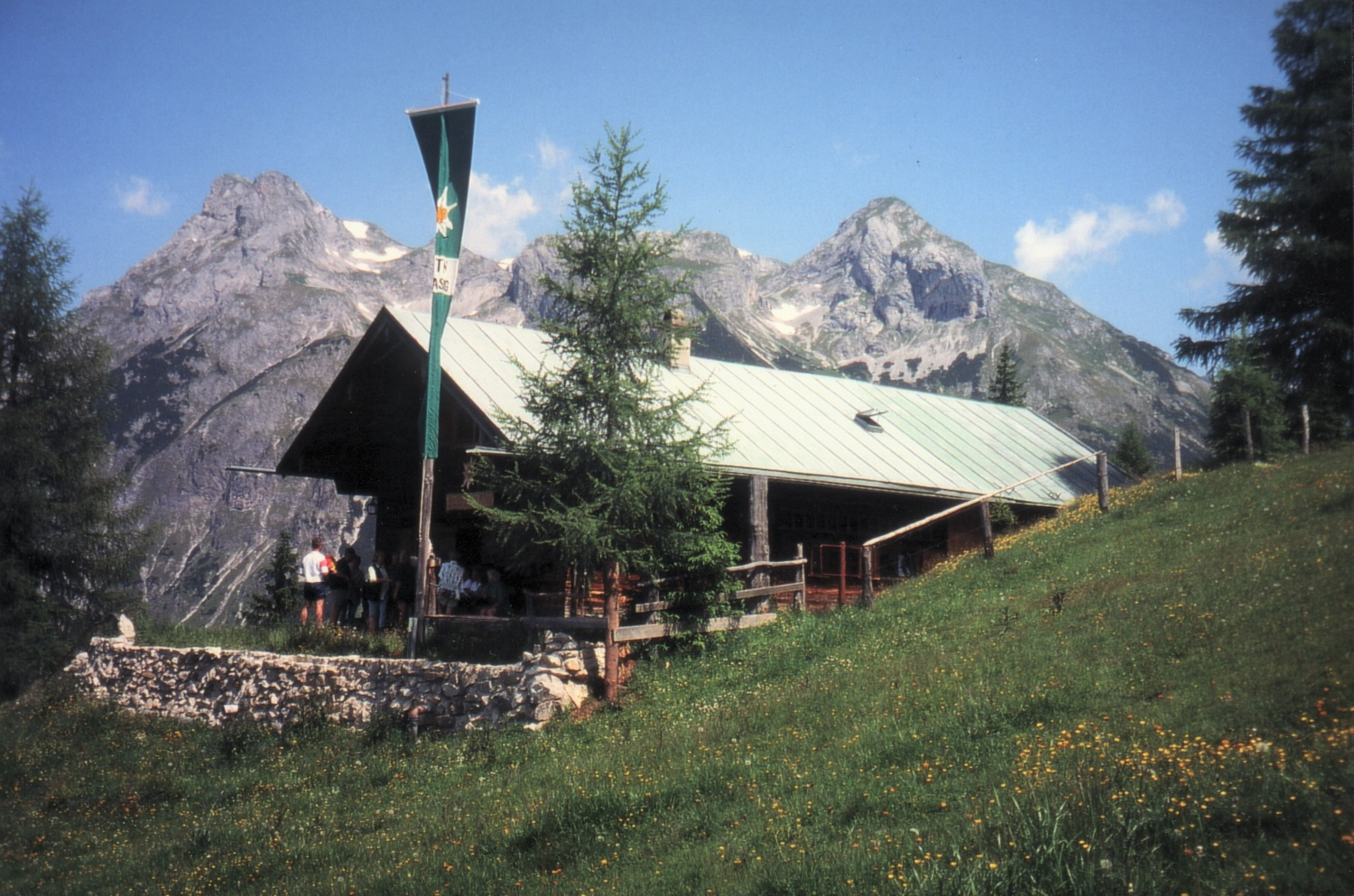
Le refuge de Freilassing, parmi les nombreux autres dans massif

Le massif de Tennen offre un relief en plateau et de nombreuses possibilités d'itinéraires aux randonneurs. Il faut cependant faire attention à la rareté de l'eau et au brouillard très prompt à apparaître. Une bonne connaissance en alpinisme et une bonne condition physique sont nécessaires bien que de nombreux refuges sont disponibles. Les falaises du plateau offrent un vaste terrain d'activité pour l'escalade, en particulier au sud, autour du refuge Werfen et au-dessus du refuge du Dr Heinrich Hackel, où elles sont facilement accessibles. En hiver, il est possible de faire du ski de randonnée, notamment en envisageant des traversées du plateau ou autour des falaises pour une pratique plus extrême.

### Spéléologie
De grands réseaux souterrains se situent sous le Tennen aussi bien en développement (grotte Eisriesenwelt : 42 km) qu'en profondeur (Batmanhöle : −1 219 m).

### Environnement
Depuis 1982, le haut plateau du massif et les contreforts au sud sont protégés.